# Повна темрява. Без зірок
«Повна темрява. Без зірок» (англ. Full Dark, No Stars) — збірка оповідань американського письменника Стівена Кінга. До складу збірки входять 4 повісті, які сюжетно пов'язані темою відплати. Кінг повідомив про вихід цієї книги 16 лютого 2010 року на своєму офіційному сайті, а сама книга вийшла в США 9 листопада 2010 року. Українською вийшла друком у перекладі Олександра Красюка у видавництві «Клуб Сімейного Дозвілля», 1 вересня 2011 року і була представлена на книжковому форумі у Львові. В масовий продаж надійшла в жовтні 2011 року
.
Збірка отримала Британську премію фентезі за найкращу збірку 2011 року.

## Повісті
До збірки входять 4 повісті:
1922 (англ. 1922)
«Я вважаю, що всередині себе кожна людина має ще й іншу людину, чужака, Підступника....» — пише Вілфред Ліланд Джеймс на перших сторінках зізнання, з якого складається ця повість. Цей Підступник прокидається, коли Арлетт, дружина Джеймса, пропонує йому продати їхню фамільну ферму, й переїхати жити до міста, що призводить до низки вбивств та божевілля.
Великий водій (англ. Big Driver)
Повертаючись додому з виступу в книжковому клубі, авторка детективних романів Тесс пробиває колесо своєї машини на лісовому путівці в Массачусетсі. Водій проїжджого пікапа пропонує їй допомогу, але натомість ґвалтує письменницю, залишивши її помирати. Тесс вижила й починає планувати помсту, яка поставить її перед обличчям іншої особистості, котра ховалася в ній самій.
Справедливе подовження (англ. Fair Extension)
Несподівана угода з дияволом не тільки позбавляє Дейва Стрітера смертельного захворювання раку, але й дарує йому велику компенсацію за віддавна притаєну образу.
Нормальний шлюб (англ. A Good Marriage)
Дарсі Андерсон шукає в гаражі батарейки для телевізійного пульта, коли її чоловік, з яким вона одружена вже більше 20-ти років, знаходиться в черговому відрядженні. Дарсі випадково натрапляє на коробку, вміст якої відкриває їй незнайомця, що живе всередині її чоловіка.

## Цікаві факти
- Існують лімітовані ілюстровані видання цієї збірки, зроблені з дорожчих матеріалів, які містять підписи автора та художників. Випущено видавництвом Cemetery Dance Publications.
- У травні 2011 року випущено видання в м'який обкладинці, яке містило додатково коротке оповідання Under the Weather, написане Кінґом вже в 2011 році.

## Екранізації
- Нормальний шлюб (англ. A Good Marriage) — американський драматичний трилер 2014 року режисера Пітера Аскіна
- Великий водій (англ. Big Driver) — американський драматичний трилер 2014 року режисера Мікаеля Саломона
- 1922 — американський фільм жахів 2017 року режисера Зака Гілдітча

## Переклад українською
Вперше переклад українською з'явився у 2011 році у видавництві КСД у перекладі Олександра Красюка.